# Afrikanischer Fähnchen-Messerfisch
Der Afrikanische Fähnchen-Messerfisch (Papyrocranus afer) ist ein afrikanischer Süßwasserfisch aus der Familie der Altwelt-Messerfische (Notopteridae). Er kommt in zwei getrennten Verbreitungsgebieten in Westafrika vor. Das eine reicht vom Senegal und Gambia bis zum Tano in Ghana, das zweite umfasst den Niger, den Benue, Cross-River und Sanaga und reicht von Nigeria bis Kamerun. Im dazwischen liegenden Volta-System fehlt er. Im Kongobecken wird die Art durch Papyrocranus congoensis ersetzt.

## Merkmale
Der Afrikanische Fähnchen-Messerfisch wird maximal 80 cm lang und kann durch die kurze, fähnchenartige Rückenflosse, die von 6 bis 7 Flossenstrahlen gestützt wird, leicht vom Afrikanischen Messerfisch (Xenomystus nigri), der zweiten Messerfischart in seinem Verbreitungsgebiet, unterschieden werden. Der Körper ist seitlich stark abgeflacht, die Rückenlinie gebogen. Die Kopflänge macht etwa ein Fünftel der Standardlänge aus. Wie bei allen Messerfischen bildet die lange, mit der Schwanzflosse zusammengewachsene Afterflosse das Hauptantriebsorgan. Die Flosse besitzt 113 bis 141 Flossenstrahlen. Bauchflossen fehlen. Die Kopfoberseite ist leicht konkav, die Schnauzenlänge entspricht dem Augendurchmesser. Das große Maul reicht bis unter den Augenmittelpunkt. Die Nasenöffnungen enden in röhrenförmigen Tentakeln, die Nasententakeln können doppelt so lang sein wie der Augendurchmesser. Die Anzahl der Branchiostegalstrahlen liegt bei 7 bis 9, die der Kiemenreusenstrahlen auf dem unteren Ast des ersten Kiemenbogens bei 12 bis 14 und die Wirbelzahl bei 79 bis 85 (davon 63 bis 69 Schwanzwirbel).
Jungfische sind olivgrau bis rötlich gefärbt und zeigen dunkle Flecken oder ein dunkles Netzwerk. Ältere Tiere sind meist einfarbig violettbraun bis schwarz und zeigen in einigen Fällen an den Seiten und auf der Afterflosse zahlreiche helle Punkte.
- Schuppenformel: mLR 130–165, 38 bis 47 Bauchschuppen bilden eine gesägte Bauchkante.